# Gianluca Farina
Gianluca Farina (født 15. december 1962 i Casalmaggiore) er en italiensk tidligere roer og olympisk guldvinder.
Farina roede primært dobbeltfirer, ind imellem også dobbeltsculler. Fra 1985 koncentrerede han sig om dobbeltsculleren, der kom i A-finaler ved alle de mesterskaber, han stillede op i frem til og med 1993.
Ved OL 1988 i Seoul roede han dobbeltfirer sammen med Agostino Abbagnale, Davide Tizzano og Piero Poli. De vandt deres indledende heat og semifinale, inden de i finalen vandt med et forspring på omkring halvandet sekund til den norske båd, mens Østtyskland var yderligere et sekund bagefter.
De følgende tre år var Farina med til at vinde sølv, bronze og sølv ved VM i dobbeltfireren.
Ved OL 1992 i Barcelona var Farina eneste genganger i forhold til OL i 1988. De øvrige i båden var denne gang Rossano Galtarossa, Alessandro Corona og Filippo Soffici, og de blev nummer to i det indledende heat. Efter sejr i semifinalen vandt Italien med nød og næppe bronze i finalen, hvor det blot sluttede 0,06 sekund hurtigere end schweizerne på fjerdepladsen, mens Tyskland vandt sikkert og Norge vant sølv, 0,24 sekund foran Italien.
Farinas sidste VM i dobbeltfireren var i 1993, hvor han var med til at vinde bronze. Efter en sæson i dobbeltsculler indstillede han karrieren i 1995.

## OL-medaljer
- 1988:  Guld i dobbeltfirer
- 1992:  Bronze i dobbeltfirer